# John Runer
John Runer, född 14 februari 1861 i Gävle, död 16 november 1945 i Uttran, Stockholms län, var en svensk militär, medaljkonstnär och skulptör.

## Biografi
John Runer var son till konsuln Carl Johan Runer och Emma Evelina Berggren, och bror till målaren Hanna von Schéele. Runer valde först den militära vägen och utexaminerades från Karlberg 1882. Samma år utnämndes han till underlöjtnant och 1889 till löjtnant vid Hälsinge regemente, där han även arbetade som teckningslärare på Aftonskolan i Gävle. Efter sitt avsked utbildade han sig till skulptör genom studier i Stockholm, Italien, Frankrike, München och Weimar. Efter studierna stannade han kvar i Tyskland en några år och var där verksam som skulptör. Han flyttade 1912 till Uttran, där han levde resten av sitt liv i den efter honom uppkallade "Rungården" vid Segersjön. Sin svenska debut genomförde han med en utställning på Uttrans skolhus 1915 och samma år ställde han även ut på Hultbergs konsthandel i Stockholm.

## Konstnärskap

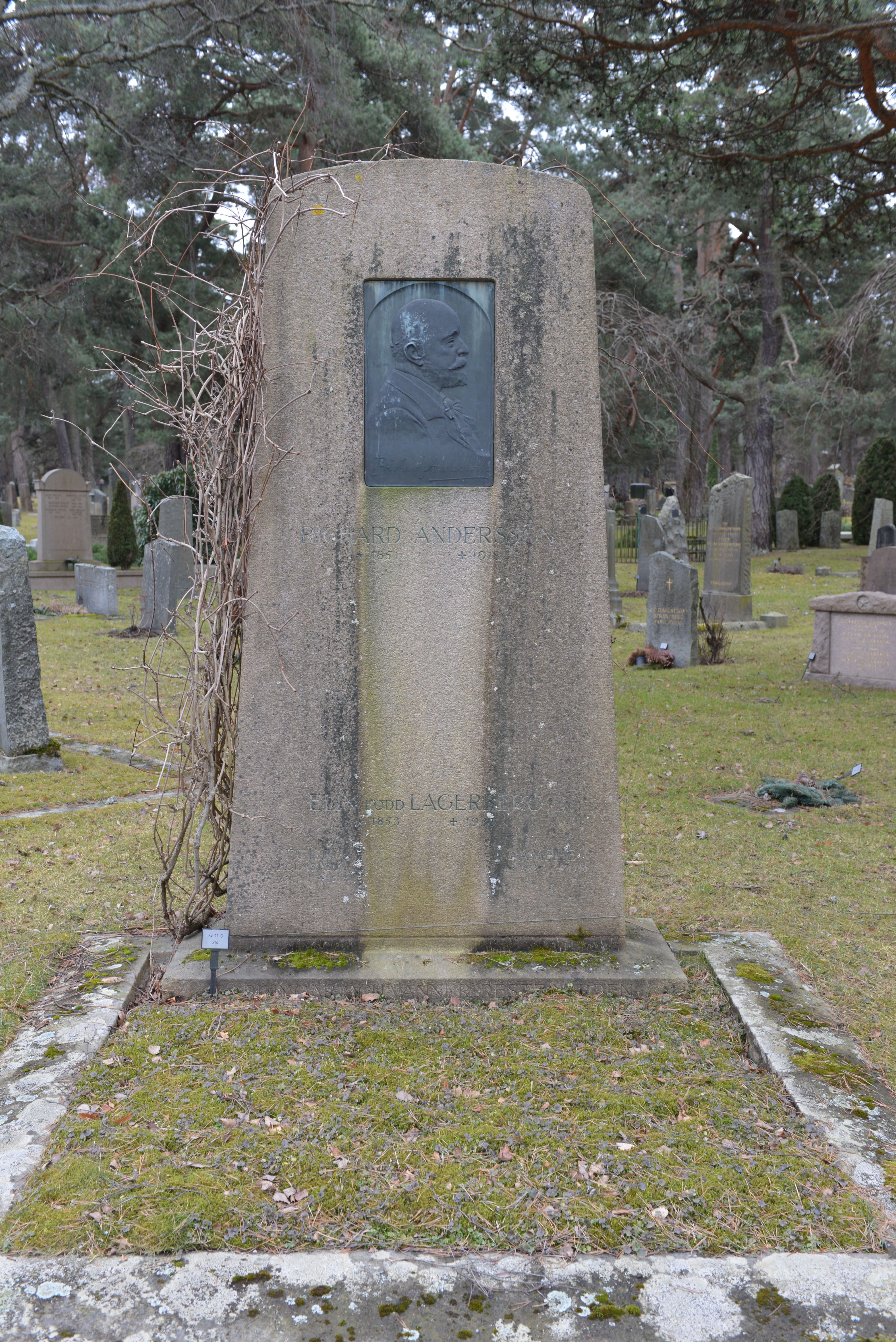
Richard Anderssons gravvård (1920)

Bland Runers offentliga arbeten märks ett antal gravvårdar. Till hans främsta verk räknas den Engwallska graven i Gävle, där bland andra hans svärfar, Gevalias grundare Victor Theodor Engwall, vilar. Hans konst består av mindre skulpturer utförda i carraramarmor samt ett antal medaljer bland annat över svågern Frans von Schéele, Claes Virgin och Christian Eriksson. Vid sidan av sitt eget skapande utförde han en mängd idrottsmedaljer för  Sporrong & Co i Stockholm. Han var representerad vid Udstilling af nordisk medaillekunst efter 1914 i Köpenhamn 1953. Runer finns representerad vid Nationalmuseum i Stockholm.